# 5150, rue des Ormes
5150, rue des Ormes és una pel·lícula dramàtica de thriller psicològic canadenca en francès del 2009 en francès irigida per Éric Tessier i protagonitzada per René-Daniel Dubois i Marc-André Grondin. Està basada en la novel·la homònima, escrita per Patrick Senécal.

## Argument
La rue des Ormes és un carrer tranquil d'un poble petit. Quan Yannick cau de la seva bicicleta, truca a la porta de la residència de Beaulieu, per trucar a un taxi a casa. Entrant a la casa, en Yannick sent un home cridant a dalt. Quan finalment es troba amb la font dels crits, s'adona que Beaulieu ha ferit l'home i el tenia com a ostatge. Beaulieu tanca Yannick per por que truqui a la policia. Amb el temps s'assabenta que Beaulieu és un psicòpata just i un jugador d'escacs fanàtic que mata traficants de drogues, pedòfils i altres persones dolentes per un món millor.
Passen les setmanes i en Yannick segueix presoner, encara que, d'altra manera, no és maltractat per Beaulieu. Intenta escapar, però és recuperat per la filla de Beaulieu, Michelle, que es trenca una cama. Com que no ha fet res dolent, Beaulieu no vol matar en Yannick i finalment accepta deixar-lo marxar si guanya una partida d'escacs contra ell, Beaulieu no ha perdut mai cap partida de la seva vida fins ara. Juguen a escacs constantment, però Yannick no guanya mai, tot i que esclata Beaulieu en aconseguir tables. Després que la dona i la filla de Beaulieu finalment s'enfrontin a Beaulieu, alliberen en Yannick. Però en Yannick s'ha tornat boig assegut tancat a la sala jugant a escacs contra el Beaulieu i no se'n va, creient que l'única opció per aturar Beaulieu és guanyar -lo.
A l'enfrontament final, els dos juguen una partida d'escacs al celler, on Beaulieu ha conservat totes les seves víctimes i les ha col·locat com a peces en un tauler d'escacs gegant. Durant el joc, la petita fillastra de Beaulieu entra al celler i és testimoni de la seva mare morta col·locada com una peça al tauler d'escacs. Aleshores, Beaulieu li dispara accidentalment, cosa que el deixa catatònic. Arriba la policia, allibera Yannick i arresta Beaulieu. Quatre mesos després, Yannick encara està bojament obsessionat amb la partida d'escacs interrompuda, tan consumit pel pensament de la posició final que s'allunya de la seva xicota.

## Repartiment
- Marc-André Grondin com a Yannick Bérubé
- Normand D'Amour com a Jacques Beaulieu
- Sonia Vachon com a Maude
- Mylène St-Sauveur com a Michelle
- Élodie Larivière com a Anne
- Catherine Bérubé com a Josée
- Normand Chouinard com a Jérome Bérubé
- Louise Bombardier com a Francine Bérubé
- Pierre-Luc Lafontaine com a Simon
- René-Daniel Dubois com a M. Ruel

## Producció
La pel·lícula es va rodar als Melrose Studios a Saint-Hubert (Quebec), Canadà. La pel·lícula es va estrenar el 9 d'octubre de 2009 al Canadà.

## Premis
Éric Tessier va guanyar pel seu guió el premi del públic al Festival international du film fantastique de Gérardmer i Joan-Patricia Parris va ser nominada al Premi Jutra al millor maquillatge. Al XLIII Festival Internacional de Cinema Fantàstic de Catalunya va obtenir una menció especial al Premi Noves Visions.